# Colin Brittain
Colin Brittain (nacido Colin Cunningham; Knoxville, 29 de diciembre de 1986) es un compositor, productor y músico estadounidense. Es el baterista de la banda Linkin Park desde 2024. Ha escrito y producido para artistas como Papa Roach, Hands Like Houses, Basement, Dashboard Confessional, 5 Seconds of Summer, Miyavi y One Ok Rock.

## Carrera

### Linkin Park
En 2024, se unió a Linkin Park como su nuevo baterista, después de que el baterista original Rob Bourdon se negara a continuar con la banda.

## Discografía

### ConLinkin Park
Álbumes de estudio:
- 2024: From Zero